# Удокан (хребет)
Удока́н — горный хребет на севере Забайкальского края и юго-западе Якутии в правобережье реки Чары и левобережье среднего и нижнего течения реки Хани (обе — левые притоки Олёкмы). Простирается в северо-восточном направлении, от реки Нижний Ингамакит на юго-запад (где сочленяется с Каларским хребтом) до Олёкмы на северо-востоке. Общая протяженность 200 км, в пределах Забайкальского края находится юго-западная часть хребта протяженностью 90 км и шириной (максимальной) до 40 км. Преобладающие высоты в забайкальской части хребта от 2000 до 2300 м, максимальная 2561 м.

## Геология
В геологическом отношении расположен в Кодаро-Удоканской структурно-формационной зоне, сложенной в основном породами докембрийских формаций. В пределах Удокана — Удоканское месторождение меди и Намингинское месторождение подземных вод. Рельеф представлен высокогорьями с высокой степенью горизонтального и вертикального расчленения, дополняемого многочисленными разломами. В связи с этим преобладают крутые склоны с курумами и скальными выступами. В вершинной части развиты кары, цирки, узкие пилообразные гребни, сочетающиеся местами с относительно выровненными участками — фрагментами исходной поверхности выравнивания или поверхностями альтипланации. Встречаются (чаще на крайнем юго-западе, на стыке с Каларским хр.) сохранившиеся остатки вулканического рельефа. От плейстоценовых оледенений сохранились ледниковые и водно-ледниковые формы рельефа и отложения. В неотектоническом отношении Удокан входит в Байкальскую рифтовую зону интенсивной активизации с максимальной силой вероятного землетрясения 10 баллов. Основные типы ландшафта — горная тайга, предгольцовое редколесье, гольцы.

## Топографические карты
- Лист карты O-51-XXV. Масштаб: 1 : 200 000. Указать дату выпуска/состояния местности.
- Лист карты O-50-XXX. Масштаб: 1 : 200 000. Состояние местности на 1986—1989 год. Издание 1994 г.